# Selo pri Mirni
Selo pri Mirni je naselje v občini Mirna.
Selo pri Mirni je gručasto naselje na širši terasi nad dolino potoka Homščice ob cesti Mirna – Gabrovka. V spodnjem delu doline, ki jo imenujejo Kavc, so vaške njive in travniki, na jugu pa v daljavi Savska gora in markantni Cirnik (447 m). Na severu je vzpetina Brglez z istoimensko vasico, na jugu pa se svet dviga v nizek hrbet, ki se prevali v dolino Brega pod Zabukovjem. K naselju pripadajo tudi okoliški zaselki: Jelše, Kalec in Žunovec, ki stoji na razgledni vzpetini poleg cerkve svetega Petra nad Zabukovjem ob meji med trebanjsko in litijsko občino. Cerkev je v osnovi srednjeveška stavba z ostankom slike svetega Krištofa na južni zunanji steni ladje ter vrsto v omet vrezanih napisov. Notranjost je enoten barokiziran prostor z oltarjem iz druge polovice 19. stoletja. Na severni strani obdaja naselje gozd Beč, pod Žunovcem je izvir Žleb, pri Kalcu njive Zglavnice in manjši vinograd pod katerim se nahaja Selsko polje in izvir potoka Lipoglava. Ob vasi sta dva studenca, kjer so v preteklosti napajali živino in si nosili vodo domov, na Žunovcu pa tudi večji kal. Med zadnjo vojno je bila na tem območju požgana ena zidanica.